# メロン記念日 ライブツアー2004夏 〜極上メロン〜
「メロン記念日 ライブツアー2004夏 〜極上メロン〜」（メロンきねんび ライブツアー2004なつ ごくじょうめろん）は、メロン記念日のライブビデオ。

## 収録曲
1. OPENING ｢メロン記念日のテーマ｣
2. This is 運命
3. 遠慮はなしよ!
4. 電話待っています
5. 告白記念日
6. MC-1
7. チャンス of LOVE (斉藤瞳)
8. MI DA RA 摩天楼 (大谷雅恵)
9. 恋愛レストラン (柴田あゆみ)
10. ガールズパワー・愛するパワー (村田めぐみ)
11. MC-2 (斉藤&大谷)
12. 初雪 (朗読)
13. 香水
14. かわいい彼
15. ENDLESS YOUTH
16. MC-3 (柴田&村田)
17. 愛の園 〜Touch My Heart!〜 (斉藤&大谷)
モーニング娘。おとめ組のカバー曲。
18. FIRST KISS (柴田&村田)
あぁ!のカバー曲。
19. 赤いフリージア
20. 夏 (日本全国津々浦々バージョン)
21. 涙の太陽
22. 夏の夜はデインジャー!
23. さぁ!恋人になろう
24. MC-4
25. さあ、早速盛り上げて 行こか〜!!
26. 涙の太陽

【特典映像】
1. 東京 リハーサルスタジオ
2. 広島CLUB QUATTRO
3. チキンジョージ
4. CLUB DIAMOND HALL
5. Zepp Tokyo
6. 新潟フェイズ
7. Zepp Sendai
8. Zepp Sapporo
9. Zepp Fukuoka
10. Zepp Osaka